# Ozeanien-Meisterschaften im Straßenradsport 2024
Die Ozeanien-Meisterschaften im Straßenradsport 2024 wurden am 12. und 13. April durch den Ozeanischen Radsportverband OCC im australischen Brisbane ausgetragen. Sie fanden damit zum dritten Mal in Folge in Brisbane statt, zeitgleich mit den Ozeanien-Meisterschaften im Straßen-Paracycling.
Die Wettkämpfe waren in ein größeres Programm eingebettet, die so genannten Ozeanischen Radsportmeisterschaften, in deren Rahmen rund um Brisbane von Februar bis April auch die Ozeanien-Meisterschaften im BMX-Rennsport, im BMX-Freestyle und im Mountainbike stattfanden. Rund um die Straßen-Wettbewerbe fand als Breitensport-Event die so genannte Tour de Brisbane statt.

## Beteiligung
Nahezu alle Fahrer kamen aus Australien und Neuseeland, daneben waren einzelne Fahrer aus Neukaledonien und Tahiti beteiligt. Viele der besten Fahrer aus Australien und Neuseeland waren zur gleichen Zeit für ihre Profiteams bei Rennen der UCI WorldTour und UCI Women’s WorldTour in Europa engagiert und konnten daher nicht teilnehmen. Dies schlug sich auch in den Ergebnissen nieder: Bei Männern wie Frauen belegten die Nachwuchsfahrer der U23 jeweils zweite Plätze im Straßenrennen, und der bzw. die Dritte im Einzelzeitfahren der Elite war langsamer unterwegs als der bzw. die Erste bei den Junioren.

## Ablauf
- 12. April: Straßenrennen aller Kategorien
- 13. April: Einzelzeitfahren aller Kategorien

Der Parcours der Straßenrennen war identisch zum Vorjahr. Sie wurden auf einem hügligen, 27,9 km langen Rundkurs rund um den Mount Crosby westlich der Stadt abgehalten, wobei die Anzahl der Runden je nach Kategorie variierte. Die Rennen von Elite und U23 wurden in eins ausgetragen.
Die Strecke der Einzelzeitfahren war für alle Kategorien gleich. Es handelte sich um einen Abschnitt der Rosewood Warril View Road südlich von Rosewood, der hin und her befahren wurde, so dass die Distanz 20,2 km betrug.

## Ergebnisse

### Männer
Straßenrennen: 139,7 km (fünf Runden). Es gingen 87 Fahrer ins Rennen, das nur von 47 erfolgreich beendet wurde. Der Sieg wurde von einer Vierergruppe ausgefahren, zu denen neben den Medaillengewinnern noch Ben Metcalfe gehörte.
| Rang | Teilnehmer        | Zeit (h) |
| ---- | ----------------- | -------- |
| 1    | Ryan Cavanagh     | 3:24:44  |
| 2    | Matthew Greenwood | + 0:01   |
| 3    | Aaron Gate        | gl. Zeit |

Einzelzeitfahren: Unter 17 Startern war Aaron Gate der einzige Vertreter Neuseelands und gewann das Rennen mit großem Vorsprung.
| Rang | Teilnehmer      | Zeit (min) |
| ---- | --------------- | ---------- |
| 1    | Aaron Gate      | 24:23      |
| 2    | Oliver Stenning | + 0:41     |
| 3    | Benjamin Dyball | + 1:34     |

### Frauen
Straßenrennen: 111,7 km (vier Runden). Es gingen 31 Fahrerinnen ins Rennen, das 16 von ihnen erfolgreich beendeten. Das Geschehen wurde vom Team Bridgelane dominiert, dessen Fahrerinnen die drei ersten Plätze belegten, sechs Minuten vor der viertplatzierten Fahrerin.
| Rang | Teilnehmerin      | Zeit (h) |
| ---- | ----------------- | -------- |
| 1    | Katelyn Nicholson | 3:22:35  |
| 2    | Keely Bennett     | + 1:33   |
| 3    | Haylee Fuller     | + 1:42   |

Einzelzeitfahren: Das Einzelzeitfahren der Frauen wurde von nur neun Fahrerinnen bestritten, davon sieben aus Australien und zwei aus Neuseeland.
| Rang | Teilnehmerin      | Zeit (min) |
| ---- | ----------------- | ---------- |
| 1    | Isabelle Carnes   | 29:00      |
| 2    | Katelyn Nicholson | + 0:30     |
| 3    | Maddison Taylor   | + 1:14     |

### Männer U23
Straßenrennen: Die Männer U23 fuhren im Straßenrennen der Elite mit. Matthew Greenwood belegte dort den zweiten Platz und gewann so die Silbermedaille der Elite und die Goldmedaille der U23. Medway kam einzeln als Fünfter ins Ziel und wurde so Zweiter der U23, Ward belegte den neunten Platz.
| Rang | Teilnehmer        | Zeit (h) |
| ---- | ----------------- | -------- |
| 1    | Matthew Greenwood | 3:24:45  |
| 2    | Jackson Medway    | + 1:42   |
| 3    | Jack Ward         | + 3:45   |

Einzelzeitfahren: Die U23-Fahrer legten dieselbe Strecke wie die Elite zurück, wurden allerdings getrennt gewertet. Die Zeit des Siegers hätte sonst für eine Silbermedaille in der Elite gereicht.
| Rang | Teilnehmer     | Zeit (min) |
| ---- | -------------- | ---------- |
| 1    | Jackson Medway | 24:35      |
| 2    | Lucas Murphy   | + 0:29     |
| 3    | Guy Yarrell    | + 0:53     |

### Frauen U23
Straßenrennen: Die Frauen U23 fuhren im Straßenrennen der Elite mit. Bennett, Fuller und Coupland belegten dort die Plätze zwei bis vier und bildeten damit das U23-Podium.
| Rang | Teilnehmerin      | Zeit (h) |
| ---- | ----------------- | -------- |
| 1    | Keely Bennett     | 3:24:08  |
| 2    | Haylee Fuller     | + 0:09   |
| 3    | Savannah Coupland | + 6:08   |

Einzelzeitfahren: Auch im Einzelzeitfahren der Frauen hätte die Zeit der Gewinnerin für eine Silbermedaille in der Elite gereicht.
| Rang | Teilnehmerin   | Zeit (min) |
| ---- | -------------- | ---------- |
| 1    | Sophia Sammons | 29:18      |
| 2    | Talia Appleton | + 0:22     |
| 3    | Haylee Fuller  | + 0:43     |

### Junioren
Straßenrennen: 111,7 km (vier Runden)
| Rang | Teilnehmer      | Zeit     |
| ---- | --------------- | -------- |
| 1    | Max Goold       | 2:58:17  |
| 2    | Finlay McRobbie | + 0:11   |
| 3    | Joshua Cavanagh | gl. Zeit |

Einzelzeitfahren:
| Rang | Teilnehmer   | Zeit (min) |
| ---- | ------------ | ---------- |
| 1    | Reef Roberts | 25:43      |
| 2    | Jack Clark   | + 0:37     |
| 3    | Oliver Scott | + 0:41     |

### Juniorinnen
Straßenrennen: 83,7 km (drei Runden)
| Rang | Teilnehmerin   | Zeit (h) |
| ---- | -------------- | -------- |
| 1    | Lauren Bates   | 2:36:47  |
| 2    | Kirsty Watts   | + 1:13   |
| 3    | Alex Rawlinson | + 1:15   |

Einzelzeitfahren:
| Rang | Teilnehmerin  | Zeit (min) |
| ---- | ------------- | ---------- |
| 1    | Lilyth Jones  | 30:04      |
| 2    | Kirsty Watts  | + 0:01     |
| 3    | Nicole Duncan | + 0:38     |

## Medaillenspiegel
| Rang   | Land       | Gold | Silber | Bronze | Gesamt |
| ------ | ---------- | ---- | ------ | ------ | ------ |
| 1      | Australien | 10   | 9      | 7      | 26     |
| 2      | Neuseeland | 2    | 3      | 5      | 10     |
| Gesamt | Gesamt     | 12   | 12     | 12     | 36     |